# Wilhelm Helten

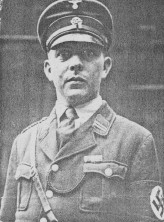
Wilhelm Helten (1935)

Wilhelm Helten (* 13. April 1900 in Ettlingen; † 2. Juli 1987 in Ansbach) war ein deutscher Nationalsozialist und zwischen Herbst 1941 und April 1945 als SS-Hauptscharführer im KZ Dachau in der Kommandantur, Abteilung IV Standortverwaltung tätig.

## Kindheit und Jugend
Helten kam als ältester Sohn von drei Kindern von Wilhelm Moritz Helten und Frida Helten geb. Tschira im badischen Ettlingen zur Welt. Seine Mutter war eine Tochter des großherzoglich badischen und kön iglich sächsischen Hofphotographen Karl Christian Tschira. Sein Vater war Reichsbahn-Ober-Inspektor. 
Helten besuchte Grundschulen in Stuttgart, Braunschweig und Horrem. Helten und sein Vater schlossen sich dem 1911 gegründeten Deutschen Pfadfinderbund an. Das Gymnasium in Köln musste er im April 1917 ohne Abschluss verlassen, da er zum Dienst im Ersten Weltkrieg eingezogen wurde. 

## Der Weg zur SS
Zwischen Frühjahr 1917 und Dezember 1918 diente Helten als Ordonnanz im Stab der Pfadfinder im Brüsseler Hauptquartier, die einem General der preußischen Fußartillerie zugeteilt waren. Im Dezember 1918 kehrte er nach Deutschland zurück. Auf dem Fußmarsch durch Belgien wurde Heltens entwaffnete Kompanie mehrfach von belgischen Freischärlern angegriffen und mehrere seiner jungen Kameraden erschossen oder gelyncht. Helten selbst erlitt Verletzungen.
Da das Rheinland und Teile des Ruhrgebiets ab 1919 von den Franzosen besetzt waren, verlor Familie Helten ihr Zuhause. Ihre Villa nahe Köln wurde von einem französischen General zwangsenteignet. Die Familie wohnte über Wochen auf eigene Kosten in einem Hotel, bevor sie neuen Wohnraum fand. Trotz Verbots durch die Besatzungsmacht versuchten Wilhelm Helten und sein Vater, die Pfadfinder-Organisation zu reaktivieren. Durch Denunziation flog Helten 1922 auf und wurde von der Besatzungsbehörde steckbrieflich zur Fahndung ausgeschrieben. Er entzog sich der drohenden Verhaftung und dem sicheren Todesurteil durch Flucht. Sein Vater bestach einen ihm unterstellten Lokomotivführer und dessen Heizer. Diese brachten Wilhelm Helten unter Lebensgefahr aus der besetzten Zone nach Süddeutschland in Sicherheit.
1923 lebte Wilhelm Helten bei seiner Großmutter in Lörrach und bereiste von dort Bayern, die Bodenseegegend, die Schweiz und Österreich. Sein in Köln begonnenes Studium an der Kunstakademie konnte er nicht fortsetzen. Auf der Rückreise aus den Bayerischen Alpen lernte er in München, im Spätsommer 1923, Adolf Hitler kennen, dessen politische Ideen ihn nachhaltig begeisterten. Wegen der Hyper-Inflation war Helten gezwungen, seinen Aufenthalt in München zu beenden. Helten plante, am Hitlerputsch in München teilzunehmen. Doch der Vater sperrte ihm den Wechsel und beorderte ihn ultimativ nach Lörrach. Zu Beginn des Jahres 1924 verfügte der Vater Heltens Umzug nach Osterode am Harz. Hier heiratete Wilhelm Helten im November 1924 Marie Schubert. Obwohl ihn der Vater wegen der nicht standesgemäßen Ehe enterbte, war Helten bis 1929 in der Firma seines Onkels Wilhelm Tschira in Katzenstein bei Osterode tätig. Wilhelm Tschira war Direktor einer Aktiengesellschaft.
Wilhelm Tschira war, wie sein Neffe Wilhelm Helten, Sympathisant und finanzieller Unterstützer Adolf Hitlers und der NSDAP. Im November 1922 wurde die NSDAP in Preußen verboten, somit auch in Osterode, das in Hannover-Preußen lag. Wilhelm Tschira gründete daraufhin gemeinsam mit Gustav Seifert im Frühjahr 1923 die Mitteldeutsche Arbeiterpartei. Seifert hatte im Juli 1921 in Hannover eine Ortsgruppe der NSDAP gegründet und hatte 1923 aus beruflichen Gründen aus Hannover verlassen. Die Mitteldeutsche Arbeiterpartei sollte ein vorübergehendes, regionales Sammelbecken für ehemaligen Mitglieder der NSDAP sein. Anfang September 1923 fand in Förste bei Osterode die erste Versammlung der Mitteldeutschen Arbeiterpartei unter Vorsitz von Direktor Wilhelm Tschira statt, Hauptredner war Gustav Seifert.
Die Aktiengesellschaft Wilhelm Tschira war geschäftlich stark in den USA engagiert. In Folge des Schwarzen Donnerstags am 24. Oktober 1929 und der nachfolgenden Weltwirtschaftskrise wurde das Unternehmen Ende 1929 zahlungsunfähig und stellte Anfang 1930 den Betrieb ein. Damit war Wilhelm Helten arbeitslos, wie Millionen andere. Der Rest  des Vermögens seiner Familie war endgültig vernichtet.
Das Arbeitsamt Osterode beorderte ihn zur im Bau befindlichen Sösetalsperre, wo er bis 1931 die Verwaltung des Magazins übernahm. 1932 erneut arbeitslos, schlugen sich Wilhelm Helten und seine Frau mit Gelegenheitsarbeiten durch. Zur Familie gehörten fünf Kinder.

## Laufbahn in der SS
Kurz nach der Reorganisation der NSDAP trat Helten 1927 der NSDAP sowie der Sturmabteilung (SA) bei. Wegen organisatorischer Unregelmäßigkeiten wurde sein Mitgliedsantrag nicht registriert. Helten protestierte, reichte Eingaben ein und beantragte 1931 erneut die Mitgliedschaft in der NSDAP. Seine aktive Mitgliedschaft in der SA seit 1927 stand nicht in Frage. Sein zweiter Antrag führte zu seiner Aufnahme in die Partei zum 1. Februar 1932 (Mitgliedsnummer 878.739). Helten nahm wegen des Eintritts in die NSDAP weit vor der Machtergreifung der Nationalsozialisten 1933 den Status Alter Kämpfer in Anspruch. 1936 überreichte Reichsführer SS Heinrich Himmler Helten wegen der Unregelmäßigkeiten bei der Parteiregistrierung persönlich einen SS-Ehrendolch mit Widmung als „Entschädigung“, angeblich auf Hitlers Anweisung.
1931/1932 erfolgte die Neuregistrierung Heltens in der NSDAP. Zudem trat er von der SA zur Schutzstaffel (SS) als SS-Scharführer über. Im Frühjahr 1935 veranlasste die SS Heltens Umzug nach Göttingen und seine Anstellung als Pfleger in der dortigen Heil- und Pflegeanstalt. So sollte er auf eine Aufgabe in einem Konzentrationslager auf das sogenannte „Euthanasie-Programm“ im Rahmen der NS-Krankenmorde vorbereitet werden. (Ein Verwandter Heltens, Bernhard Tschira, geboren 1926 in Katzenstein, wurde 1940 im Rahmen der Aktion T4 in der Tötungsanstalt Grafeneck ermordet.)

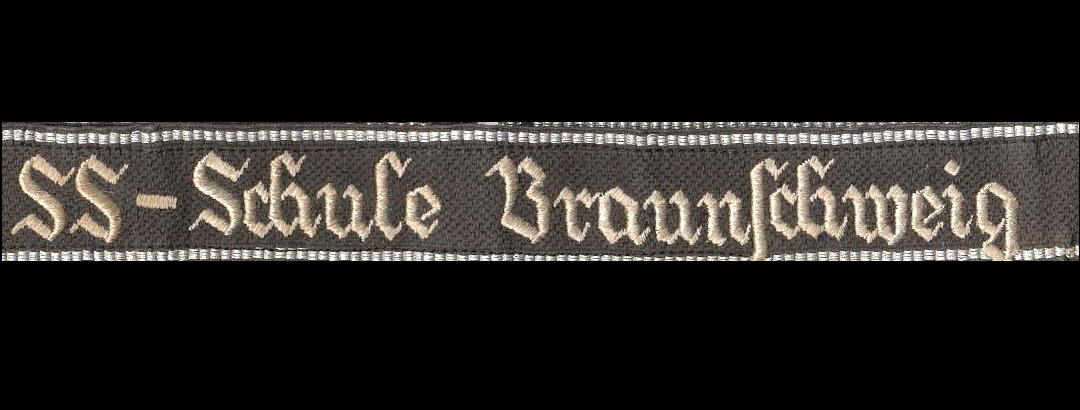
Ärmelband der SS-Junckerschule Braunschweig, wie es auch Wilhelm Helten getragen haben wird.

Helten behagte die Tätigkeit als Pfleger nicht. Mit Hilfe seiner Anerkennung als Alter Kämpfer konnte er durchsetzen, dass die SS eine neue Verwendung für ihn fand. Mit Wirkung zum 1. Oktober 1937 wechselte Helten an die SS-Junkerschule Braunschweig. Hier war er im Rang eines SS-Oberscharführers als Unteroffizier der Waffen-SS tätig. 1939 erfolgte die Beförderung zum SS-Hauptscharführer. Helten fungierte als Adjutant des Junkernschulleiters und wurde 1940 zum SS-Sturmscharführer befördert. 

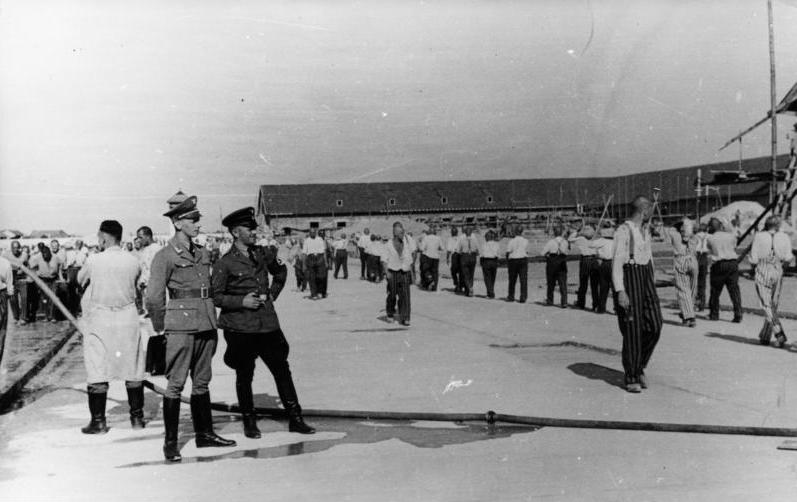
Häftlinge im Schutzhaftlager Dachau bei der Arbeit unter Aufsicht der SS. Aufnahme vom 28. Juni 1938 – also vor dem Einsatz Heltens.

1941 wurde Wilhelm Helten anonym eines Dienstvergehens beschuldigt, daraufhin degradiert und nach Dachau strafversetzt, wo er dann zum Personal im KZ Dachau gehörte. Nach Absolvierung eines „Strafhalbjahrs“ in der Wachmannschaft setzte ihn Schutzhaftlagerführer Alexander Piorkowski (im Amt Februar 1940 – September 1942) in der Abteilung IV, der Standortverwaltung ein. Helten durchlief im Schnellgang alle Abteilungen der Lagerverwaltung. Der Schutzhaftlagerführer Martin Gottfried Weiß (im Amt September 1942 – Oktober 1943) ernannte ihn schließlich zum Verwaltungsleiter. In dieser Funktion verblieb Helten bis zum Tag der Befreiung des Konzentrationslagers Dachau, dem 29. April 1945. Am Tag zuvor war die SS nach Niederschlagung des Dachauer Aufstandes teilweise aus der Stadt und dem Konzentrationslager abgezogen. Anders als zahlreiche SS-Mitglieder floh Helten nicht vor den anrückenden US-Soldaten, sondern ließ sich gefangen nehmen. Während der Befreiung des KZ erschossen US-amerikanische Soldaten zwischen 39 und 50 Angehörige der SS-Wachmannschaften.

## Entnazifizierung und Leben nach 1945
Nach der Gefangennahme durch US-Truppen wurde Helten zunächst im zum Internierungslager Dachau umfunktionierten KZ eingesperrt. Hier sollte ihm der Prozess gemacht werden. Helten wurde Verhören mit Gewaltanwendung durch US-Verhörspezialisten unterzogen, gab jedoch keine ihn belastenden, juristisch verwertbaren Informationen preis. In Folge der Verhöre verlor Helten sämtliche Zähne. Es wurden auch keine überlebenden KZ-Insassen als Zeugen gegen ihn gefunden. Da man ihm keine Mitwirkung an Verbrechen im KZ nachweisen konnte, wurde Helten zu Beginn des Dachau-Hauptprozesses in das Internierungslager 75 in der ehemaligen Kornwestheimer Ludendorffkaserne verlegt. Dort wurde er in den folgenden sechs Monaten zahlreichen weiteren Verhören unterzogen. Weder während der Dachauer Prozesse noch während der Nürnberger Prozesse gerichtlich konnten verwertbare Anschuldigungen gegen Helten aufgedeckt werden. Darum verlegte man ihn Mitte 1946 in das US-Internierungscamp Darmstadt in der ehemaligen Kavalleriekaserne an der heutigen Straße Am Kavalleriesand. Die Unterkünfte dort galten als die schlechtesten aller Internierungslager der US-Zone. Zu Weihnachten 1948 wurde er im Rahmen einer Weihnachtsamnestie aus der Internierung entlassen.
Helten kehrte zu seiner Familie bei Göttingen zurück. Bis 1955 arbeitslos, fand er eine Anstellung als technischer Zeichner. 1968 stellte ihn Herbert Jankuhn, Direktor des Ur- und Frühgeschichtlichen Seminars an die Universität Göttingen, als Zeichner ein. Hier war Helten bis zum vollendeten 80. Geburtstag tätig.
Im Februar 1986 erlitt Helten einen Schlaganfall, durch den er fortan auf den Rollstuhl angewiesen war. Seine Tochter holte ihn in das Senioren-Pflegeheim nach Ansbach, wo er am 2. Juli 1987 starb. Drei Tage später wurde er beigesetzt.
Für seine Verstrickungen in die Gräuel der Nazizeit sowie seine mutmaßlich tausendfache (indirekte) Mitwirkung an den Experimenten und Morden von Häftlingen in der Verwaltung des KZ Dachau konnte Wilhelm Helten nie juristisch belangt werden, da ihm trotz intensiver Ermittlungen der US-Ankläger zwischen 1945 und 1948 kein Verbrechen oder persönliches Verschulden nachzuweisen war. Allerdings hatte er drei Jahre und acht Monate in Internierungshaft verbracht.

## Archive
- Bundesarchiv Koblenz und Berlin-Lichterfelde
- Familienarchiv Helten
- Familienarchiv Tschira
- Archiv Osteroder Kreisanzeiger
- Archiv Osteroder Kreiszeitung
- Kirchenarchiv Ettlingen
- Kirchenarchiv Lörrach